# Bell Pioneer
Die Bell Pioneer war das weltweit erste Containerschiff ohne Lukendeckel.

## Geschichte
Die Bell Pioneer wurde im Mai 1990 unter der Baunummer 288 bei der Teraoka-Werft in Nandan-chō, Japan, vom Stapel gelassen und im August 1990 fertiggestellt. Auftraggeber war die irische Reederei Bell Lines aus Waterford. Obgleich 1992 auf der gleichen Werft mit der Euro Power ein leicht vergrößertes Schwesterschiff und eine Reihe weiterer offener Containerschiffe von anderen Werften gebaut wurden, hat sich das Konzept der Containerschiffe ohne Lukendeckel mit vorderen Aufbauten nicht in vollem Umfang durchgesetzt, da die Containerkapazität für Schiffe dieser Größe zu gering war. Auf der J. J. Sietas-Werft in Hamburg-Neuenfelde werden jedoch konventionelle Feederschiffe mit achteren Aufbauten gebaut, bei denen der mittlere Laderaum lukendeckellos ausgeführt ist.
Nach dem Konkurs der Reederei Bell Lines wurde das Schiff mehrfach verkauft und umbenannt und fuhr seit dem 23. Februar 2009 für die Reederei Mahoney Shipping. Am 20. Mai 2014 traf das Schiff zum Abbruch in Aliağa ein, wo es ab dem 21. Mai bei Ege Celik GS verschrottet wurde.

## Beschreibung
Der Antrieb des Schiffes erfolgte durch einen Wärtsilä-Vasa-Dieselmotor des Typs 8 R32E, der auf einen Verstellpropeller mit Beckerruder wirkte. Das Schiff war mit zwei Bugstrahlrudern ausgerüstet.
Für die Stromversorgung standen ein Wellengenerator und zwei Dieselgeneratorsätze zur Verfügung. Im Falle des Ausfalls der Hauptmaschine, konnte die Antriebswelle mithilfe der Generatoren bewegt werden und das Schiff so manövrierfähig gehalten werden.
Das Deckshaus befand sich im vorderen Bereich des Schiffes. Vor dem Deckshaus befand sich ein mit einem Faltlukendeckel verschlossener Laderaum. Hinter dem Deckshaus befanden sich drei offene Laderäume. Hier konnten fünf 40-Fuß-Container hintereinander und fünf nebeneinander geladen werden.